# دانيال ماير (سياسي)
دانيال ماير (بالفرنسية: Daniel Mayer) هو صحفي وسياسي فرنسي، ولد في 29 أبريل 1909 في باريس في فرنسا، وتوفي في 29 ديسمبر 1996 في فرنسا. حزبياً، نشط في French Section of the Workers' International ‏ والحزب الاشتراكي وUnified Socialist Party (France) ‏. وقد انتخب member of the Consitutional council ‏ (مارس 1983 – فبراير 1992) وانتخب وزير وانتخب نائب فرنسي.

## روابط خارجية
- دانيال ماير على موقع مونزينجر (الألمانية)